# Italië op het Eurovisiesongfestival 1978
Italië deed mee aan het Eurovisiesongfestival 1978 in Parijs (Frankrijk). Het was de drieëntwintigste deelname van het land.

## Nationale selectie
Net zoals de voorbije jaren koos de RAI, de Italiaanse nationale omroep hun kandidaat voor het Eurovisiesongfestival.
Er werd gekozen om de kandidaat intern te kiezen. Er werd gekozen voor Ricchi e Poveri met het lied Questo Amore.

## In Londen
In Londen moest Italië aantreden als derde net na Noorwegen en voor Finland.
Op het einde van de puntentelling bleek dat Ricchi e Poveri op een 12de plaats was geëindigd met 33 punten.
Nederland had geen punten over en België slechts 1 voor deze inzending.

### Gekregen punten

#### Finale
| 12 punten | 10 punten   | 8 punten          | 7 punten                  | 6 punten                                    |
| --------- | ----------- | ----------------- | ------------------------- | ------------------------------------------- |
|           | - Ierland   | - Monaco - Spanje |                           | - Noorwegen - Verenigd Koninkrijk           |
| 5 punten  | 4 punten    | 3 punten          | 2 punten                  | 1 punt                                      |
|           | - Frankrijk | - Luxemburg       | - Duitsland - Griekenland | - België - Portugal - Turkije - Zwitserland |

### Punten gegeven door Italië

#### Finale
Punten gegeven in de finale:
| 12 punten | Luxemburg   |
| 10 punten | Frankrijk   |
| 8 punten  | Israël      |
| 7 punten  | Monaco      |
| 6 punten  | België      |
| 5 punten  | Nederland   |
| 4 punten  | Portugal    |
| 3 punten  | Duitsland   |
| 2 punten  | Griekenland |
| 1 punt    | Zwitserland |

1956 · 1957 · 1958 · 1959 · 1960 · 1961 · 1962 · 1963 · 1964 · 1965 · 1966 · 1967 · 1968 · 1969 · 1970 · 1971 · 1972 · 1973 · 1974 · 1975 · 1976 · 1977 · 1978 · 1979 · 1980 · 1981-1982 · 1983 · 1984 · 1985 · 1986 · 1987 · 1988 · 1989 · 1990 · 1991 · 1992 · 1993 · 1994-1996 · 1997 · 1998-2010 · 2011 · 2012 · 2013 · 2014 · 2015 · 2016 · 2017 · 2018 · 2019 · 2020 · 2021 · 2022 · 2023 · 2024 · 2025